# Yueyang
Die Stadt Yueyang (岳陽市 / 岳阳市,  Yuèyáng Shì) ist eine bezirksfreie Stadt in der Provinz Hunan im Süden der Volksrepublik China. Das Verwaltungsgebiet der Stadt hat eine Gesamtfläche von 14.898 km² und 5.051.922 Einwohner (Volkszählung 2020). In dem eigentlichen städtischen Siedlungsgebiet von Yueyang leben 1.120.400 Menschen (Stand: Ende 2018).

## Lage
Yueyang liegt im nordöstlichen Teil der Provinz Hunan, am Südufer des Mittellaufs des Jangtsekiang und des Dongting-Sees. Im Norden grenzt die Provinz Hubei an und im Osten die Provinz Jiangxi. Das Ortsklima entspricht einem regenreichen subtropischen Monsunklima. Die Städtfläche betrug im Jahr 2017 14.857,79 km².

## Administrative Gliederung
Die Stadt Yueyang setzt sich auf Kreisebene aus drei Stadtbezirken, zwei kreisfreien Städten und vier Kreisen zusammen. Diese sind (Einwohnerzahlen nach der Volkszählung 2020):
- Stadtbezirk Yueyanglou (岳阳楼区), 404 km², 980.401 Einwohner;
- Stadtbezirk Junshan (君山区), 671 km², 201.634 Einwohner;
- Stadtbezirk Yunxi (云溪区), 388 km², 153.657 Einwohner;
- Stadt Miluo (汨罗市), 1.670 km², 632.246 Einwohner;
- Stadt Linxiang (临湘市), 1.744 km², 433.200 Einwohner;
- Kreis Yueyang (岳阳县), 2.762 km², 561.888 Einwohner, Hauptort: Großgemeinde Rongjiawan (荣家湾镇);
- Kreis Huarong (华容县), 1.607 km², 553.800 Einwohner, Hauptort: Großgemeinde Chengguan (城关镇);
- Kreis Xiangyin (湘阴县), 1.535 km², 583.984 Einwohner, Hauptort: Großgemeinde Wenxing (文星镇);
- Kreis Pingjiang (平江县), 4.118 km², 951.112 Einwohner, Hauptort: Großgemeinde Hanchang (汉昌镇).

## Geschichte
Das Gebiet, das jetzt Yueyang genannt wird, wurde schon vor über 3.000 Jahren besiedelt. Es war ursprünglich 210 v. Chr. in der Zeit der Drei Reiche als Bezirk Hanchang etabliert worden.
Unter der Song-Dynastie (960 n. Chr. - 1279 n. Chr.) wurde Yueyang stark befestigt. Es wurde eine Mauer mit einem Durchmesser von ca. 6,5 km um die Stadt gebaut und sie wurde der Sitz der militärischen Bezirksverwaltung von Yueyang (und trägt seither diesen Namen). Die Einnahme der Stadt während des Taiping-Aufstandes 1852 n. Chr. war ein bedeutender Erfolg der Rebellen auf ihrem Weg entlang des Jangtse-Tals nach Nanjing. Zur Zeit der Gründung der Volksrepublik China 1949 wurde Yueyang bezirksfreie Stadt.

## Sehenswürdigkeiten

### Yueyang-Turm
Die Hauptsehenswürdigkeit der Stadt ist der Yueyang-Turm , nach dem die Stadt auch benannt wurde. Er wurde 716 n. Chr. erstmals errichtet, bis 1880 aber insgesamt 32 Mal zerstört und anschließend neu erbaut. Er gehört zu den Drei großen Türmen südlich des Yangzi und ist mit etwa 20 Metern Höhe der kleinste von ihnen. Der kleine Sanzuiting, der „Pavillon der dreifachen Trunkenheit“, ist dem daoistischen Heiligen Lü Dongbin gewidmet. 
Der Turm ist Gegenstand des bekannten Gedichtes „Essay vom Yueyang-Turm“ von Fan Zhongyan (989–1052). Er steht seit 1988 auf der Liste der Denkmäler der Volksrepublik China.

## Verkehr
Yueyang ist ein wichtiger Verkehrsknotenpunkt. Es ist Haltepunkt auf der Schnellfahrstrecke Peking–Hongkong und wird außerdem von der Haoji-Bahn (einer Frachteisenbahn zwischen Kholbolji/Haolebaoji in der Inneren Mongolei und Ji’an), der Autobahn G56 (Hangzhou–Ruili) und anderen Verkehrsadern durchquert.

## Städtepartnerschaften
- Numazu, Japan, seit 1985
- Titusville, Vereinigte Staaten, seit 1988
- Castlegar, Kanada, seit 1992
- Stara Sagora, Bulgarien, seit 1992
- Cockburn City, Australien, seit 1998
- Cupertino, Vereinigte Staaten, seit 2005
- Salinas, Vereinigte Staaten, seit 2010